# 程旼
程旼（419年—518年）為最早到达客家人之都梅州的人文鼻祖，在梅州當地德高望重且有著重要的歷史文化地位。他在1500多年前带领家人和部分族人从中原迁徙至梅州定居，並在此教化乡民，传播中原文化。在他的經營下，南下的漢人與當時的梅州地區土著人和睦相處並融爲一體，成为客家民系不断发展壮大的力量源泉，亦爲客家民系形成、发展、壮大的精神支柱，對客家人文有著深遠影響。

## 人物背景
程旼，其名“旼”源于《汉书》中的“旼旼穆穆，君子之态”之意。祖籍为河南司州弘农郡，即今河南省灵宝县南40里。
据記載，其上代为程婴的后裔程元谭。东晋大兴元年（公元318年），时值战乱“永嘉之乱”和“五胡乱华”，客家先民为逃避战乱从中原地区开始进行了第一次南迁（中原人历史上共发生过5次南迁），程旼就在此次大迁中携长子程松一家和部分族人首先到达了今平远县坝头乡并在此定居，之后便凭借用自己的学识，在梅州教化乡民，传播中原文化。因此，程旼是有史记载的首批进入今客家人聚居地之梅州的客家先祖。
程旼娶妻夏氏并生有三子：程松、程杉、程梅。

## 歷史地位
程旼与韩愈、张九龄、刘元城、狄青、文天祥、蔡蒙吉、陈子壮并称为古代的“广东八贤”。1994年，在梅州召开的第十二届世界客属恳亲大会中经研究确认程旼为世界客家民系之名人。

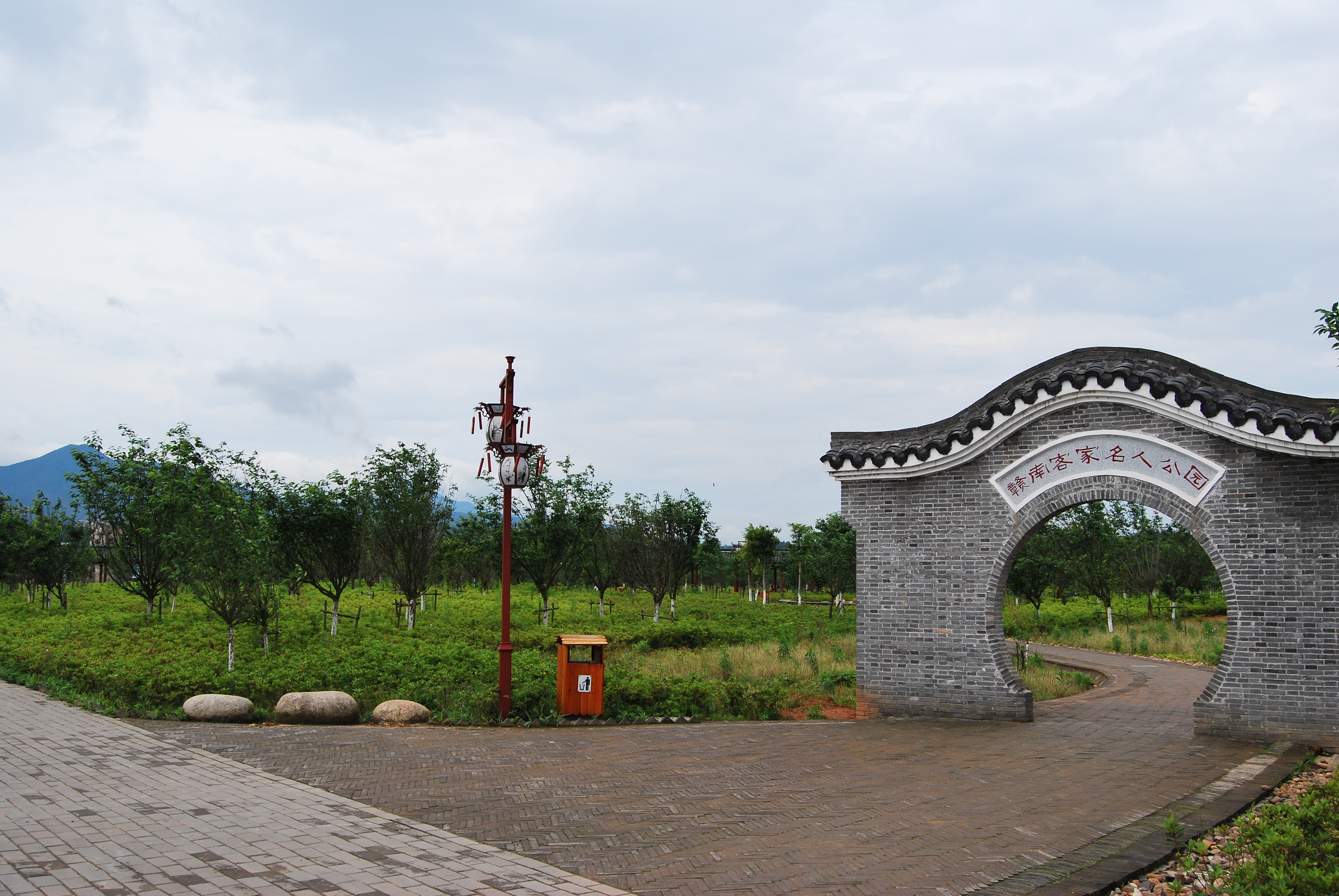
贛南客家名人公園

程旼位居118位世界客属名人之首，于2007年入选“广东历史文化名人”、客家名贤。梅州古地名为“程乡县”，即源于程旼。古时候落后而蛮荒的梅州，正因程旼的积极改造才有了今日“人文秀区”的之称誉。这是程旼为客都梅州之人文鼻祖的又一证明。

## 对客家人文之深遠影響
年轻时的程旼极其爱好读书，精通四书五经，24岁已达四品官级，任撰史学士；南朝劉宋时，與北魏之間互相爭鬥，国家战乱四起，民不聊生，程旼因而弃官归家，并率领族人南迁。迁至梅州平远縣定居后，程旼“以德化人”，极大地影响了南下至梅州的汉人和土著居民，使该地民风逐步由“尚气轻生”变为“和邻睦族”。在古代的梅州民间，程旼颇具威望，人们形容他待人處事“中立不倚”，赞赏其为“道德之最纯正者”。
程旼以德化人、以仁化人、以义为上的文化精神在客家民系中代代相传，,在他的影响下，南下的汉人与土著居民和睦共处、融合为一体，客家民系即由此诞生；他对客家族群的为人处世之精神影响极为深刻，客家民系在他的经营下不断发展、壮大。因此，他在客家先祖中德高望重，對客家人文的影響至為深遠。